# Adam de la Halle
Adam de la Halle (kolem roku 1240, Arras ? – mezi roky 1285 a 1288,? Neapol), přezdívaný Adam Le Bossu ("Hrbáč"), byl francouzský truvér, básník a hudební skladatel.

## Život
Pocházel z Arrasu, kde byl jeho otec, Henri de la Halle, váženým měšťanem. Adam studoval teologii, gramatiku a hudbu v cisterciáckém klášteře ve Vaucelles poblíž Cambrai. Kvůli neshodám v Arrasu museli on i jeho otec odejít do Douai. Adam měl vstoupit do kláštera, ale vzepřel se a oženil se s jistou Marií (která figuruje v mnoha jeho dílech). Od roku 1262 studoval na Pařížské univerzitě a v roce 1271 vstoupil do služeb Roberta II. z Artois, kterého doprovázel do Neapole a představil svá díla u královského dvora.
Po nástupu krále Karla I. z Anjou na neapolský trůn napsal Adam své nejslavnější dílo, Jeu de Robin et Marion (Robin a Marion). Bylo provedeno v Neapoli buď v roce 1275 nebo 1285. Na neapolském dvoře Adam také nedlouho poté zemřel, byť se objevila studie kladoucí jeho smrt až do roku 1306, po údajné cestě do Anglie; tyto hlasy však nepůsobí přesvědčivě přinejmenším proto, že v pozdější době se již neobjevilo žádné další autorovo dílo.

## Dílo
Adam de la Halle je autorem prvních dochovaných divadelních her se světskými motivy ve francouzské literatuře. Texty jsou psány v pikardském nářečí středověké francouzštiny. Především uvedl na scénu dramatickou pastorálu Le jeu de Robin et Marion (Robin a Marion). Tato hra se zpěvy a dialogy bývá pro určitou vnější podobnost nepřesně nazývána první komickou operou v dějinách evropské hudby. Není známo, zda písně ve hře jsou lidové melodie nebo zda byly komponovány autorem hry. Rovněž není zřejmé, zda byly písně doprovázeny nějakými hudebními nástroji. Hra sleduje ustálené žánrové schéma, v němž se potulný rytíř snaží získat přízeň krásné pastýřky, v jejíž blízkosti se pohybuje i mladý pastýř. Rytířův záměr dívku získat se však nezdaří. 
Dále se dochovala ještě jeho druhá hra, Le jeu Adan neboli Le jeu de la Feuillée (Hra pod loubím, 1276), pojednávající satiricky o obyvatelích Arrasu. Na scéně postupně defilují známé postavy z Arrasu, včetně samotného autora, který zvažuje své rozhodnutí opustit rodné město a rodinu a vydat se na studia do Paříže. Víla Magloire ho však nakonec odsoudí, aby zůstal ve svém "drahém" městě po boku své "milované" ženy.
O úctě, které se ve své době Adam de la Halle těšil, svědčí to, že jeho díla byla prakticky prvními hudebními díly, která byla sbírána a vydávána. Fakt, že tyto sbírky obsahují nejen písně, ale také tříhlasá rondeaux a moteta, svědčí o tom, že de la Halle nebyl pouhým truvérem, ale studoval základy polyfonní kompozice. Byl jedním z mála skladatelů 13. století, kteří použili polyfonní techniku na světské skladby. Hallovo hudební dílo zahrnuje:
- 36 písní
- 46 koled
- 18 partimenů (fr. jeux-partis)
- 14 polyfonních rondeaux: obvykle vyjadřují milostné téma, stejně jako Adamovy trubadúrské skladby. Struktura rondeaux, záležející v sólově znějících kupletech střídajících se s vícehlasými refrény, naznačuje, že i ona vycházejí z tradiční lidové písně.
- 7 motet (z toho 5 třídílných)
- 1 virelai
- 1 balet
- 1 milostná píseň (dit d’amour)
- 1 píseň k rozloučení (congé)